# شورش کوزا
شورش کوزا (به ژاپنی: コザ暴動, Koza bōdō)، یک اعتراض خشن و خودجوش علیه حضور نظامی ایالات متحده در اوکیناوا بود، که در شب ۲۰ دسامبر ۱۹۷۰، تا صبح روز بعد رخ داد. در رویدادی که به عنوان نمادی از خشم اوکیناوا در برابر ۲۵ سال اشغال نظامی ایالات متحده قلمداد می‌شود، تقریباً ۵۰۰۰ اوکیناوایی با تقریباً ۷۰۰ نماینده آمریکایی درگیر شدند. در این شورش، تقریباً ۶۰ آمریکایی و ۲۷ اوکیناوایی زخمی شدند، ۸۰ اتومبیل سوخته و چندین ساختمان در پایگاه هوایی کادنا تخریب شدند یا به شدت آسیب دیدند.